# Symmetri inom biologi
Symmetri inom biologi handlar om att organismer uppvisar någon typ av symmetri. Symmetri går att hitta inom många olika organismgrupper. Om det förekommer bilateralsymmetri innebär det att det endast finns ett symmetriplan, detta innebär att organismen eller delen man studerar går att dela upp i två halvor som liknar varandras spegelbilder. Inom bisymmetri finns två symmetriplan, man kan alltså dela dem i fyra lika delar. När det handlar om radiärsymmetri så finns där en huvudaxel genom vilken minst tre symmetriplan går.Den hos organismer ovanliga sfäriska symmetrin handlar om att organismen är formad likt ett klot. När det gäller symmetri inom biologin på molekylnivå är denna ofta mycket mer komplex.

Bilateralsymmetri, höger och vänster sida är varandras spegelbilder.
Radiärsymmetri.
Sfärisk symmetri.
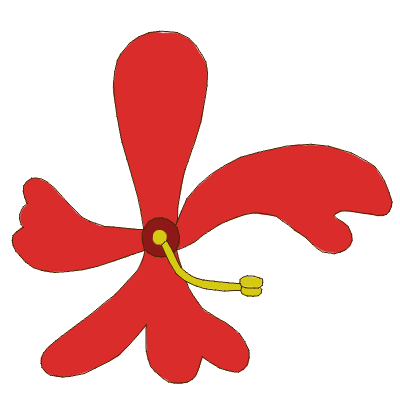
Asymmetri.

## Djur
De allra flesta djur uppvisar någon typ av symmetri. Exempel på djur som uppvisar radiärsymmetri är nässeldjur, här ingår maneter, kammaneter, koraller och havsanemoner. De är så kallade tvåskiktsdjur och saknar komplexa organ. Treskiktsdjur (Bilateria) är oftast bilaterala. Bilateral symmetri har inom djurvärlden oftast samband med ett evolutionsbiologisk process kallad cefalisation alternativt cefalisering (ordet kommer av det grekiska ordet för huvud: kephalē) där organismer utvecklar ett huvud i en kroppsände där speciella sinnesorgan koncentreras, därmed kommer en framände kunna skiljas från en bakände. Bilaterala djur är ofta mer rörliga än de med radiärsymmetri. Kammaneter har en bisymmetrisk byggnad (två symmetriplan), men deras anatomi tyder på en övergång till bilateria. Det finns djur som uppvisar olika typer av symmetrier i olika stadier av sina liv, exempel på detta finns hos tagghudingar. I stammen tagghudingar ingår klasserna sjöstjärnor, sjöliljor, ormstjärnor, sjöborrar och sjögurkor. Det finns vuxna tagghudingar med en femtaligt radiärsymmetrisk kropp som har ett tidigt larvstadium med en bilateral form. Man tror att radiärsymmetrin är sekundär. Det finns också tagghudingar där de vuxna djuren uppvisar bilateralsymmetri, detta gäller sjögurkorna samt vissa sjöborrar, en form man tror att de evolutionärt sett återgått till efter att ha varit radiärsymmetriska. Asymmetri inom djurvärlden går att hitta hos snäckor, humrar och svampdjur.

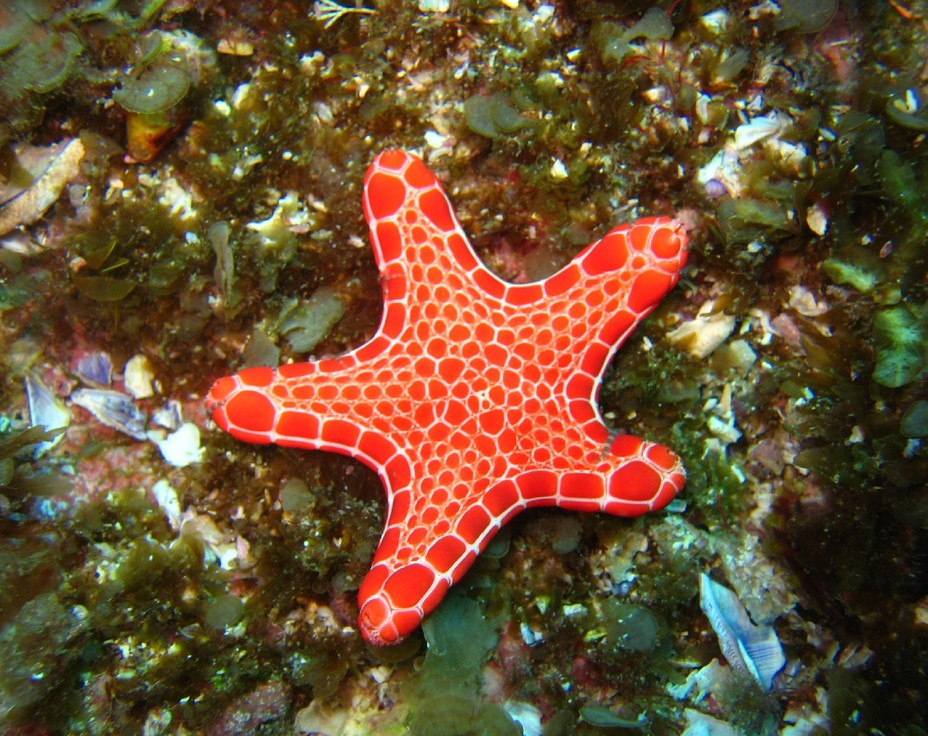
Radiärsymmetri hos en tagghuding, sjöstjärnan Pentagonaster duebeni
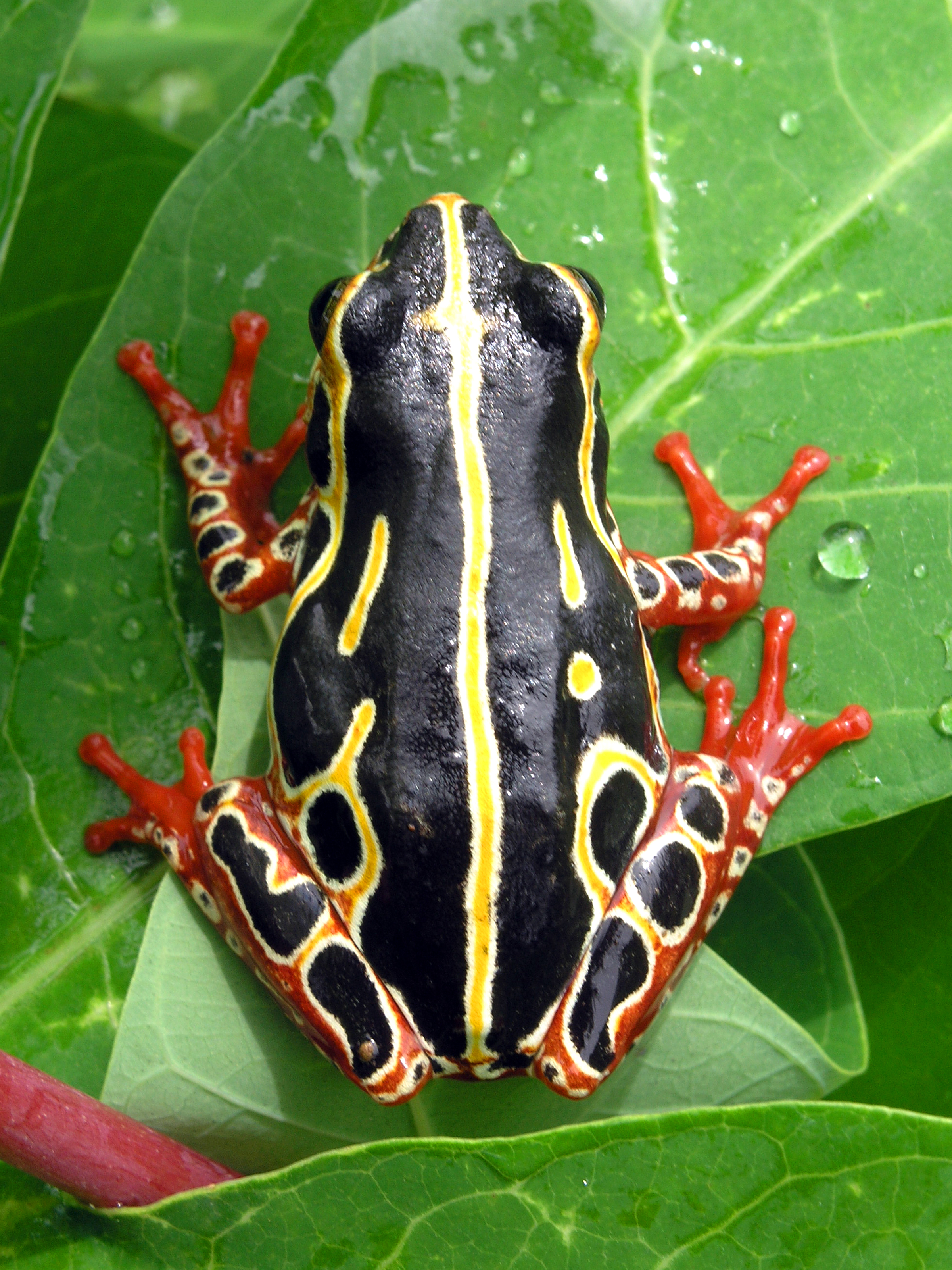
Bilateralsymmetri hos grodarten Hyperolius viridiflavus
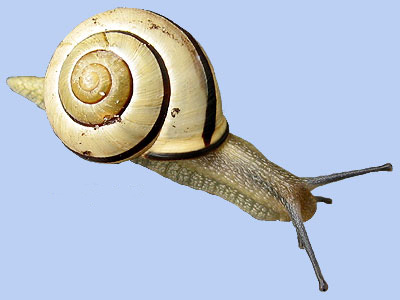
Exempel på asymmetri hos Parksnäcka, Cepaea nemoralis.

## Växter
Inom botanik hittar man symmetri i enskilda växtdelar; särskilt studerar man blomsymmetri. Man skiljer på ensymmetriska, flersymmetriska och asymmetriska växtdelar. Ensymmetriska blommor uppvisar bilateralsymmetri, exempel är blommor från orkidéer och ärtväxter. Exempel på bisymmetriska blommor kan hittas hos korsblommiga växter. Aktinmorfa blommor kallas de som är radiärsymmetriska, exempel på sådana blommor är blåklockor, liljeväxter och förgätmigejer. Det finns även växtdelar utan symmetriplan, dessa kallas asymmetriska.

Exempel på olika slag av symmetri
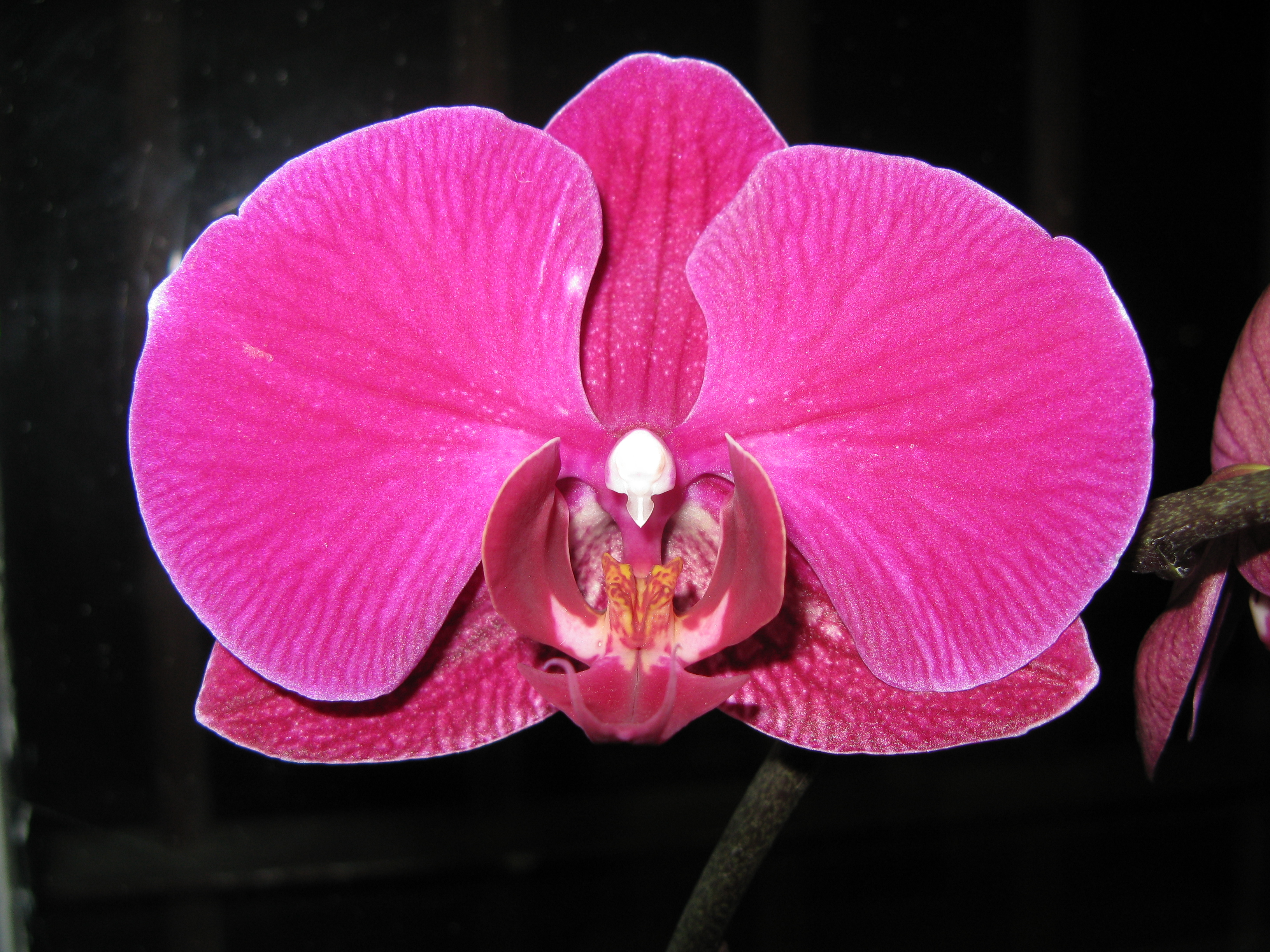
Ensymmetrisk blomma Höger och vänster sida av blomman är som varandras spegelbilder. (Bilden föreställer en orkidé kallad Phalaenopsis.)
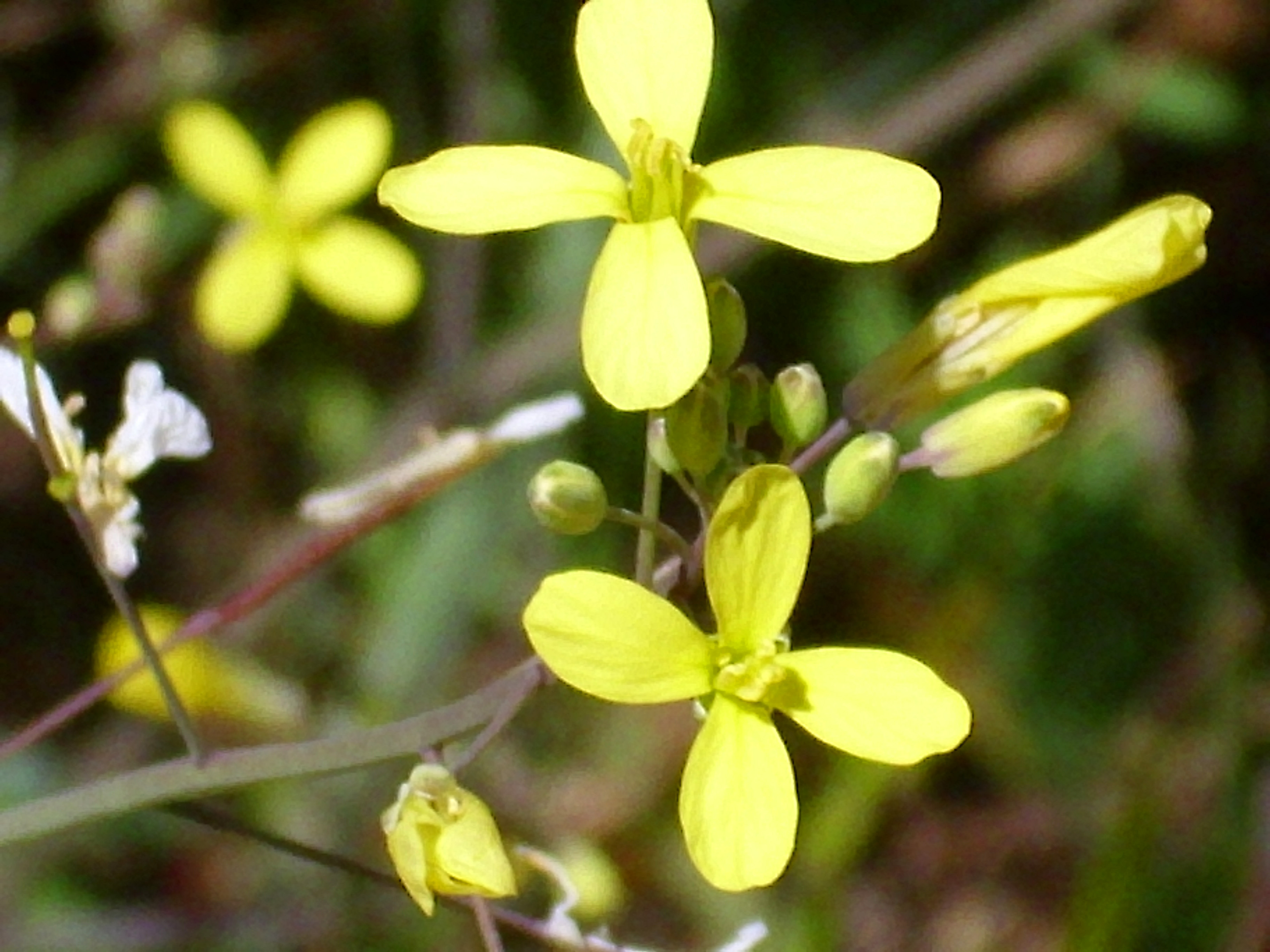
Bisymmetriska blommor Man kan dela dem i fyra lika delar. (På bilden ser man den korsblommiga växten Brassica tournefortii inflorescence.)
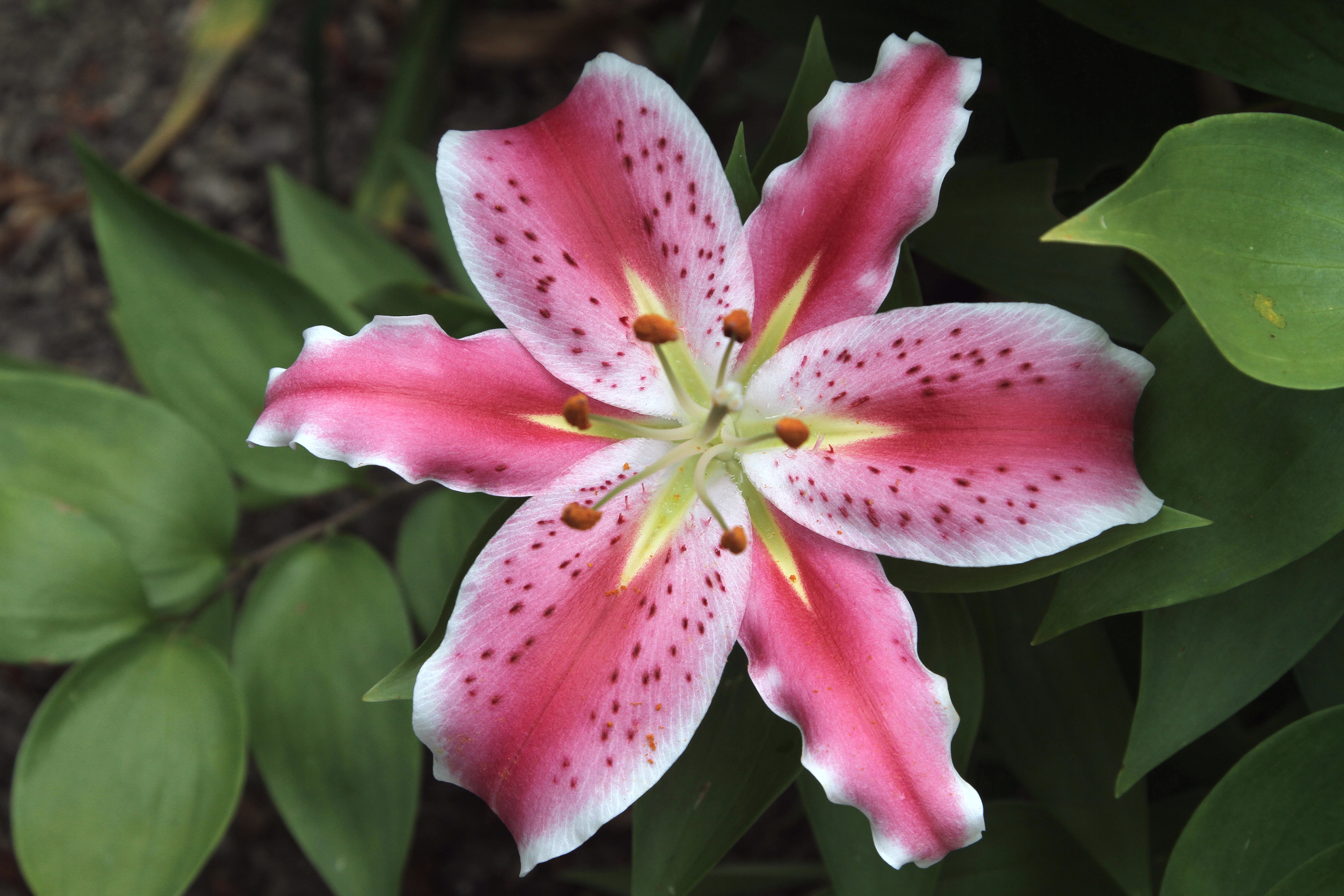
Radiärsymmetrisk blomma Den kan delas in i tre lika delar. (På bilden ser man en hybrid tillhörande liljesläktet.)
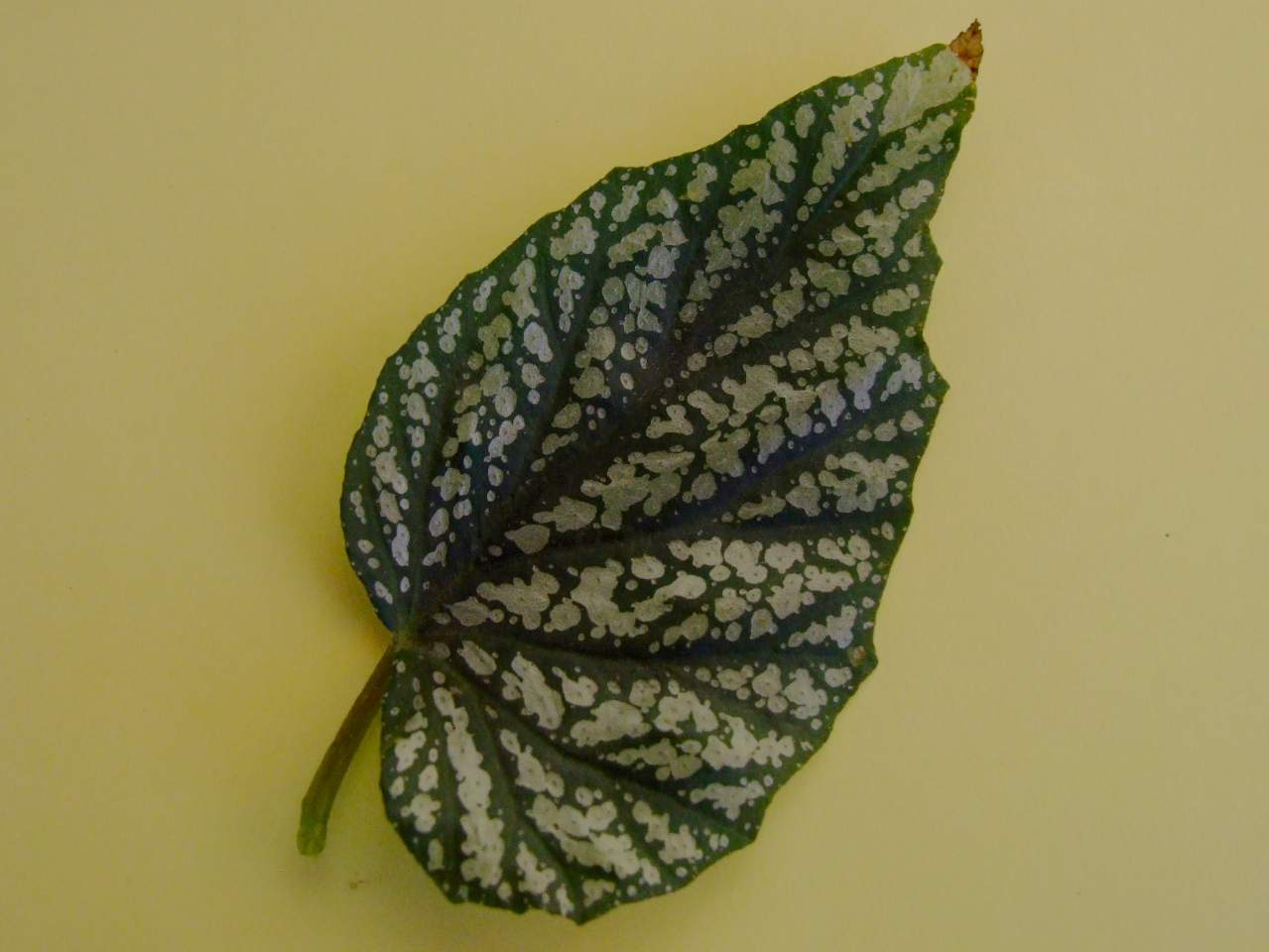
Asymmetriskt blad Kan hittas hos begonia.

## Protoctista
När det gäller organismsymmetri finns sfärisk symmetri endast representerat i riket protoctista - hos protozoer tillhörande radiolarier (Radiolaria) och soldjur (Heliozoa). Protozoer är encelliga djur. Sfärisk symmetri är endast möjlig hos små organismer med en enkel uppbyggnad. Protozoer inom stammen Hemimastigophora har en speciell symmetri där deras cell är täckt av två till omvänt spegelvända plattor. Asymmetri går att hitta hos amöborna som har förmågan att konstant ändra sin form.

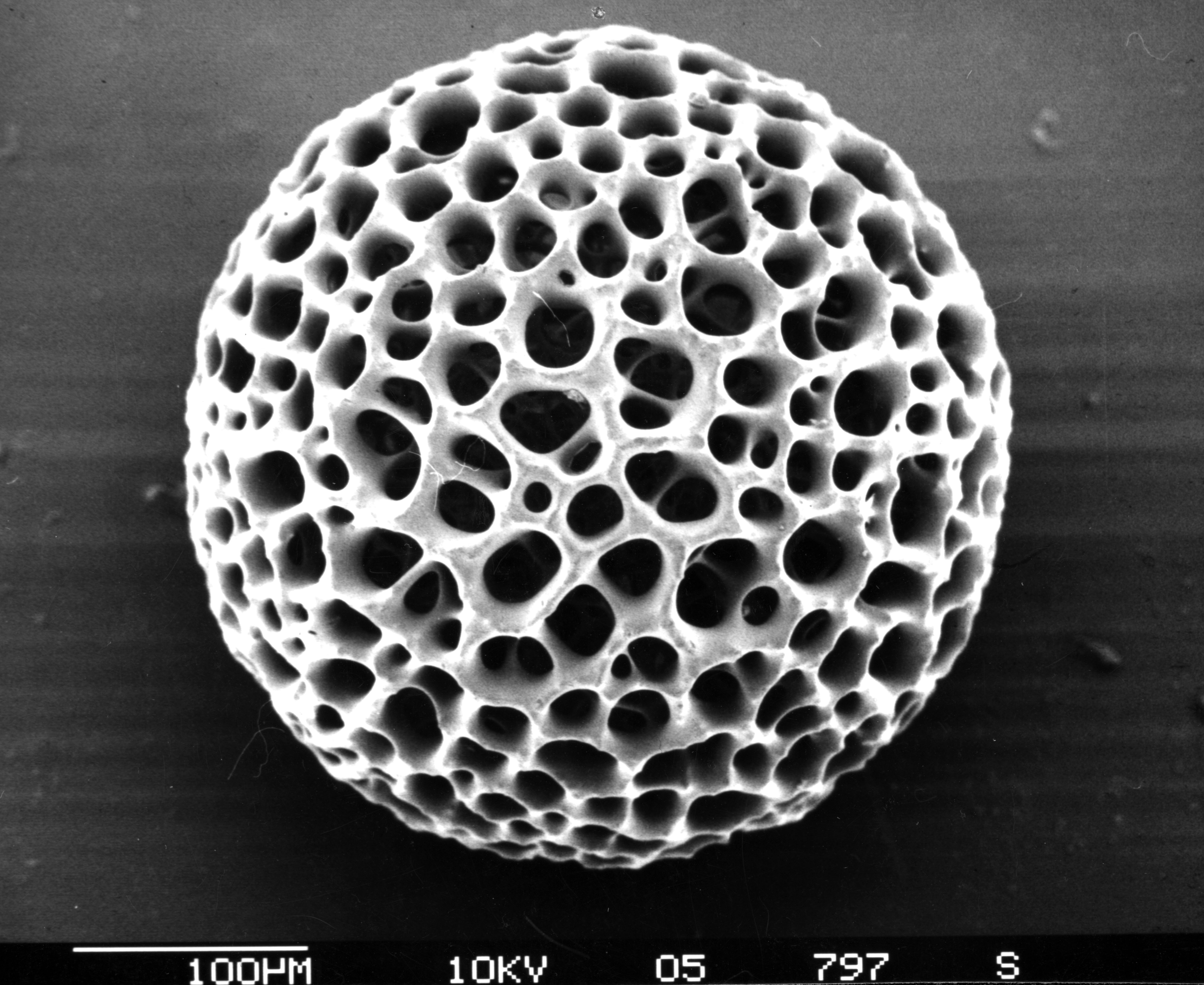
Sfärisk symmetri hos fossil från Radiolarien Actinomma antarctica
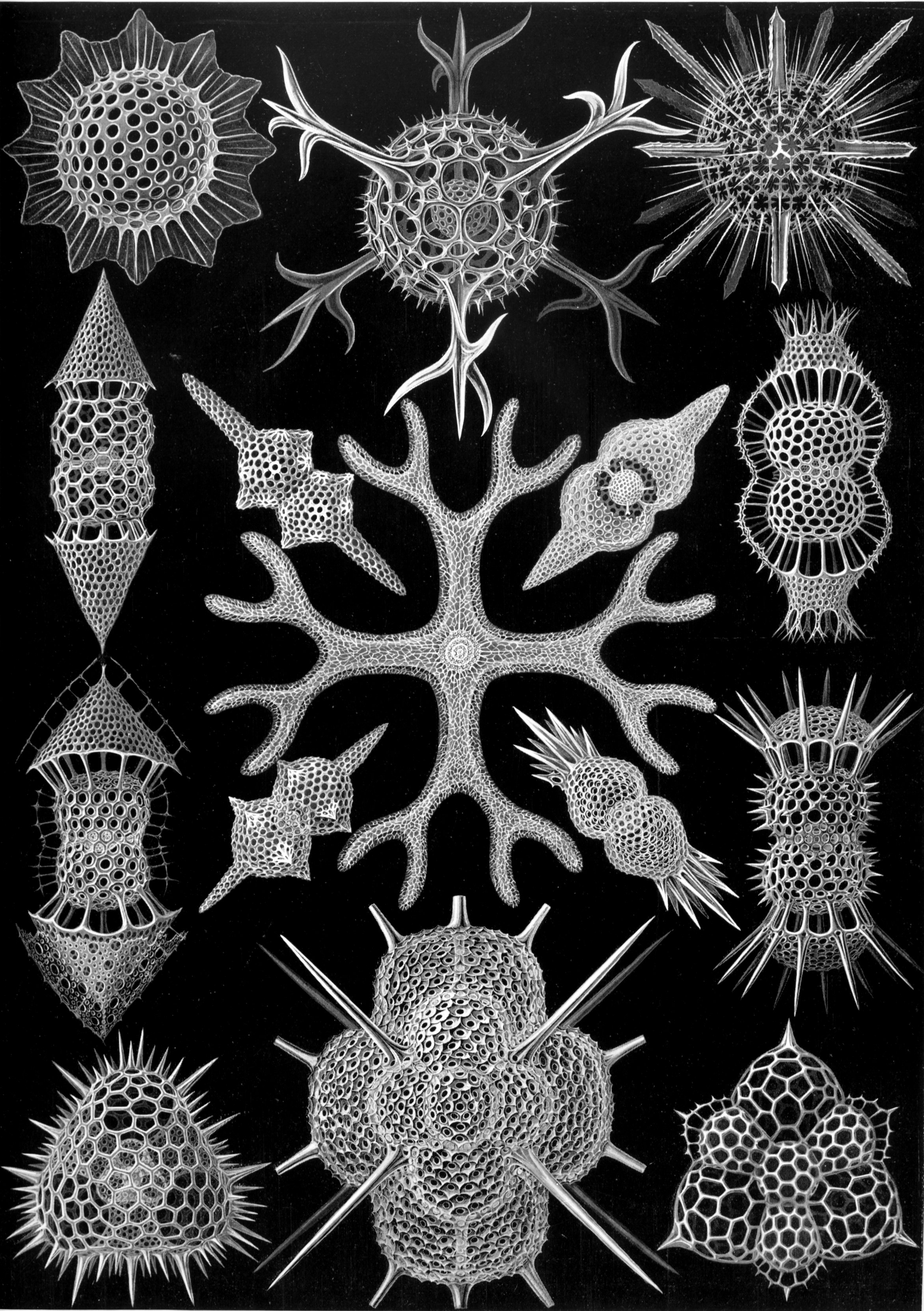
Illustration av andra arter tillhörande radiolarierna med intressanta symmetrier.
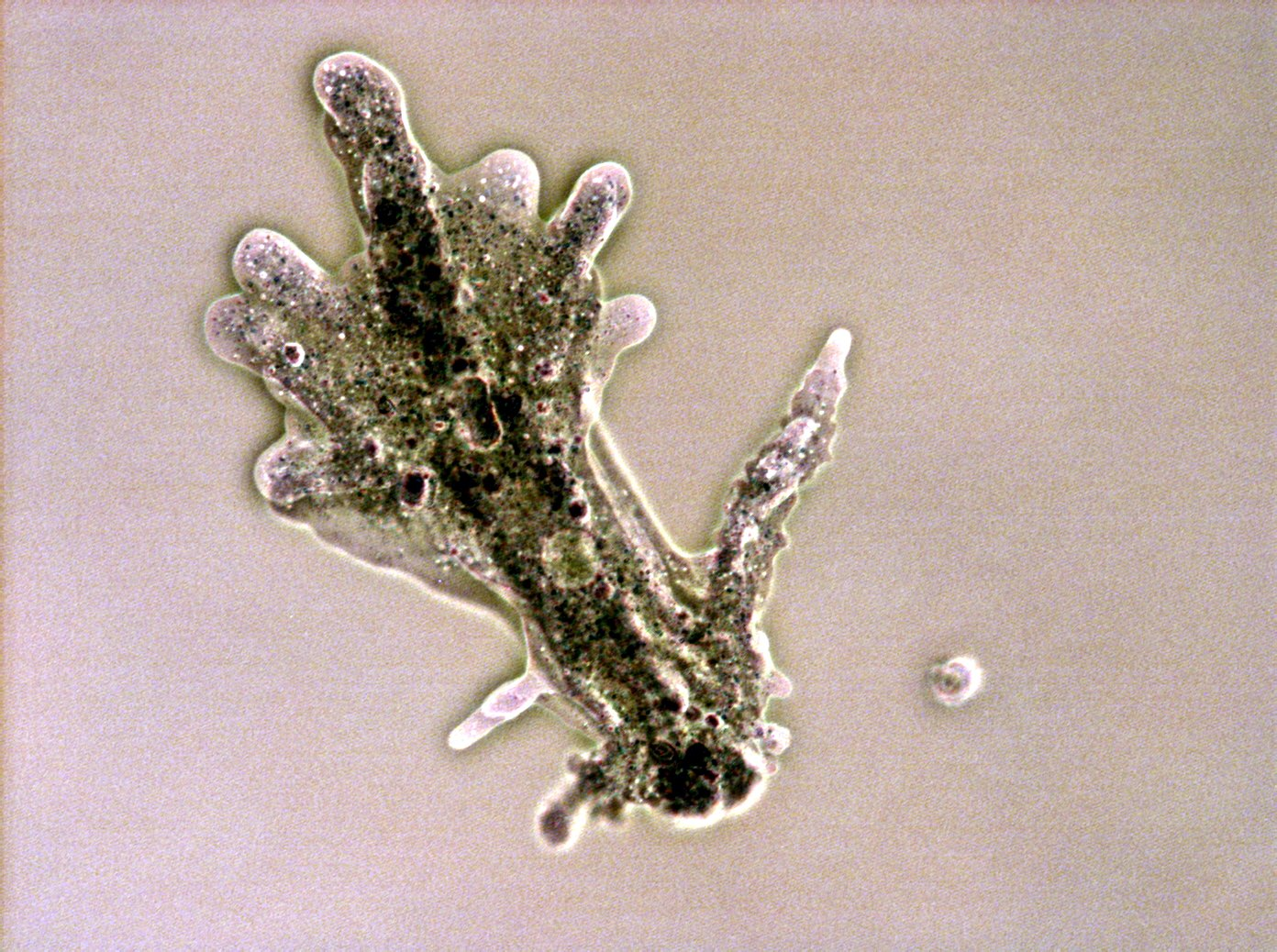
Asymmetri hos amöban, Amoeba proteus.